# Ilipula
Ilipula is een monotypisch geslacht van spinnen uit de  familie van de kraamwebspinnen (Pisauridae).

## Soort
- Ilipula anguicula Simon, 1903